# 韩资让
韩资让（？—？），汉族，幽州安次縣人，辽国政治人物。开国功臣韩延徽之子韩德枢的玄孙，韩绍芳之孙。
寿昌初年，韩资让官至中书侍郎、同平章事。当时宋徽宗即位，遣使来报辽国，韩资让作回覆的诏书，有“登宝位”的字样。被贬出为崇义军节度使。后来改镇辽兴军，在任上因过度操劳去世。